# Tir la Jocurile Olimpice de vară din 1896 - pistol foc rapid 25m (masculin)
Proba masculină de tir pistol foc rapid 25m a fost una dintre cele cinci probe de tir sportiv din programul de tir al Jocurilor Olimpice de vară din 1896. Armamentul fraților americani Paine a fost descalificat pentru că nu era „de calibrul obișnuit” pentru această probă (erau permise doar pistoale de calibru 45). Cum frații Paine au refuzat oferta sportivilor greci de a folosi pistoalele lor, doar patru trăgători s-au înscris la cea de-a patra probă de tir. Au fost reprezentate trei națiuni. Fiecare trăgător a tras cinci serii a câte șase focuri spre o țintă aflată la 25 de metri distanță. Competiția a avut loc la 11 aprilie și s-a încheiat cu trăgătorii greci ocupând primele două locuri. Nielsen a ocupat locul al treilea, iar Merlin nu a încheiat competiția.

## Context
Aceasta a fost prima apariție a ceea ce avea să devină proba masculină de pistol cu foc rapid de 25 de metri ISSF. Proba a avut loc la fiecare ediție a Jocurilor Olimpice de vară, cu excepția celor din 1904 și 1928 (când nu au avut loc probe de tir) și 1908; sportivele au putut concura în această probă din 1968 până în 1980.

## Formatul competiției
În cadrul competiției, fiecare trăgător a tras 30 de focuri, în 5 serii de câte 6, la o distanță de 25 de metri. Punctajul a constat în înmulțirea loviturilor la țintă cu punctele obținute în fiecare serie. Fiecare țintă avea un punctaj de până la 6. Punctajul maxim posibil în fiecare serie de focuri a fost de 216 (6 lovituri înmulțit cu 6 punctaje de 6); pentru totalul de 5 serii, punctajul maxim a fost de 1080 de puncte.

## Program
Proba a avut loc în cea de-a cincea zi a competiției. 
| Dată                     | Dată | Timp | Rundă |        |
| ------------------------ | ---- | ---- | ----- | ------ |
| Sâmbătă, 11 aprilie 1896 | 9:00 | Timp | Rundă | Finala |

## Rezultate
| Loc | Sportiv             | Țară           | Scor       | Lovituri   |
| --- | ------------------- | -------------- | ---------- | ---------- |
| 1   | Ioannis Frangoudis  | Grecia         | 344        | 23         |
| 2   | Georgios Orphanidis | Grecia         | 249        | 20         |
| 3   | Holger Nielsen      | Danemarca      | Necunoscut | Necunoscut |
| –   | Sidney Merlin       | Marea Britanie | NT         | NT         |